# Finkenberger Almbahn II
De Finkenberger Almbahn II is een Gondelbaan in Oostenrijk. Het dalstation van de gondelbaan is gelegen naast het bergstation van de Finkenberger Almbahn en loopt vervolgens met een lengte van 927 m naar de 2089 m hoge Penkenjoch. De gondelbaan is ook in de zomer in bedrijf.
Voordat in 2003 de moderne achtpersoonsgondelbaan werd gebouwd, liep over hetzelfde traject een tweepersoonsstoeltjeslift.

## Prestaties
De kabelbaan heeft een lengte van 927 meter, waarop 48 cabines kunnen worden aangekoppeld. De kabel gaat dan met een snelheid van 5 meter per seconde over het traject. CWA Contructions uit Zwitserland had de bouw van de cabines op zich genomen. Ze zijn van het type CWA Omega III-8 LWI. Het aandrijfstation is het dalstation, het aanspanningsstation is het bergstation. De grootste neiging in de kabelbaan is 62%, de gemiddelde neiging is niet bekend. 's Nachts kunnen de cabines opgeslagen worden in de garage in het dalstation.